# Miss Rio de Janeiro 2010
Miss Rio de Janeiro 2010 foi a 55ª edição do tradicional concurso de beleza feminino de Miss Rio de Janeiro, válido para a disputa de Miss Brasil 2010, único caminho para o Miss Universo. O concurso foi coordenado pela empresária Susana Cardoso e ocorreu no Canecão, na cidade do Rio de Janeiro  com a presença de dezoito (18) candidatas de distintos municípios do Estado.  A detentora do título no ano anterior, Fernanda Gomes, coroou a sucessora no final do evento, sendo esta a representante de Duque de Caxias, Thamiris de Moura Ribeiro.

## Resultados

### Colocações
| Posição               | Município e Candidata                                                                            |
| --------------------- | ------------------------------------------------------------------------------------------------ |
| Vencedora             | - Duque de Caxias - Thamiris Ribeiro                                                             |
| 2º. Lugar             | - Campos dos Goytacazes - Angélica Menezes                                                       |
| 3º. Lugar             | - Belford Roxo - Elidiane Ferreira                                                               |
| 4º. Lugar             | - Petrópolis - Flávia Ribeiro                                                                    |
| 5º. Lugar             | - Niterói - Michelle Janné                                                                       |
| Top 08 Semifinalistas | - Angra dos Reis - Paula Tainá - Rio de Janeiro - Priscila Machado - Teresópolis - Raphaela Góes |

### Prêmios Especiais
Foram distribuídos os seguintes prêmios este ano:
| Posição           | Município e Candidata                |
| ----------------- | ------------------------------------ |
| Miss Talento      | - São João da Barra - Pollyana Dutra |
| Miss Simpatia     | - Niterói - Michelle Janné           |
| Miss Fotogenia    | - Belford Roxo - Elidiane Ferreira   |
| Miss Voto Popular | - Niterói - Michelle Janné           |

## Candidatas
Disputaram o título este ano:
| - Angra dos Reis - Paula Tainá - Armação dos Búzios - - Belford Roxo - Elidiane Ferreira - Campos dos Goytacazes - Angélica Menezes - Duque de Caxias - Thamiris de Moura Ribeiro - Itaboraí - | - Mesquita - - Nilópolis - - Niterói - Michelle Janné - Nova Iguaçu - Rosania Vargas - Petrópolis - Flávia Ribeiro - Piraí - | - Rio Bonito - - Rio de Janeiro - Priscila Machado - São João da Barra - Pollyana Dutra - São João de Meriti - Graziele Alves - Teresópolis - Raphaela Góes - Vassouras - |